# Mount Hartzell
Der Mount Hartzell ist ein 2615 m hoher Berg mit einer Schartenhöhe von 115 m im Südwesten der kanadischen Provinz British Columbia.

## Geographie
Der Mount Hartzell liegt in den Coast Mountains im Joffre Lakes Provincial Park. Er ist Teil der Joffre Group, eines Teils der Lillooet Ranges. Er liegt 25 km östlich von Pemberton, mitten zwischen Mount Matier und Mount Spetch, die jeder einen halben Kilometer auf gegenüberliegenden Seiten des Hartzell zu finden sind. Der nächsthöhere Berg ist der Mount Matier (2783 m). Die Abflüsse der Niederschläge am Berg fließen in den Joffre Creek und den Twin One Creek, beides Zuflüsse des Lillooet River.

## Geschichte
Der Name des Berges wurde von Karl Ricker vom Alpine Club of Canada vorgeschlagen, um Carl A. Hartzell zu ehren, einen frühen Siedler und Postbeamten in Pemberton. Der Name wurde am 23. Januar 1979 vom Geographical Names Board of Canada offiziell anerkannt.

## Klima
In Bezug auf die Klimaklassifikation nach Köppen und Geiger herrscht am Gipfel des Mount Hartzell ein subarktisches Klima. Die meisten Wetterfronten stammen vom Pazifik und bewegen sich ostwärts auf die Coast Mountains zu, wo sie durch die Berge zum  Aufsteigen (Windstau) gezwungen werden, was wiederum dazu führt, dass die enthaltene Feuchtigkeit in Form von Regen oder Schnee abgegeben wird. Im Ergebnis führt das zu hohen Niederschlägen in den Coast Mountains, insbesondere zu starken Schneefällen im Winter. Die Temperaturen können unter −20 °C fallen, unter Berücksichtigung von Windchill-Einfluss unter −30 °C. Dieses Klima nährt den Hartzell Glacier am Südosthang und den Matier Glacier am Nordhang des Berges. Die Monate Juli bis September bieten die besten Wetterbedingungen für einen Aufstieg.

## Kletterrouten
Am Mount Hartzell sind folgende Kletterrouten etabliert:
- über die Ostflanke - YDS-Klasse 3 (mit Gletscherquerung)

## Galerie

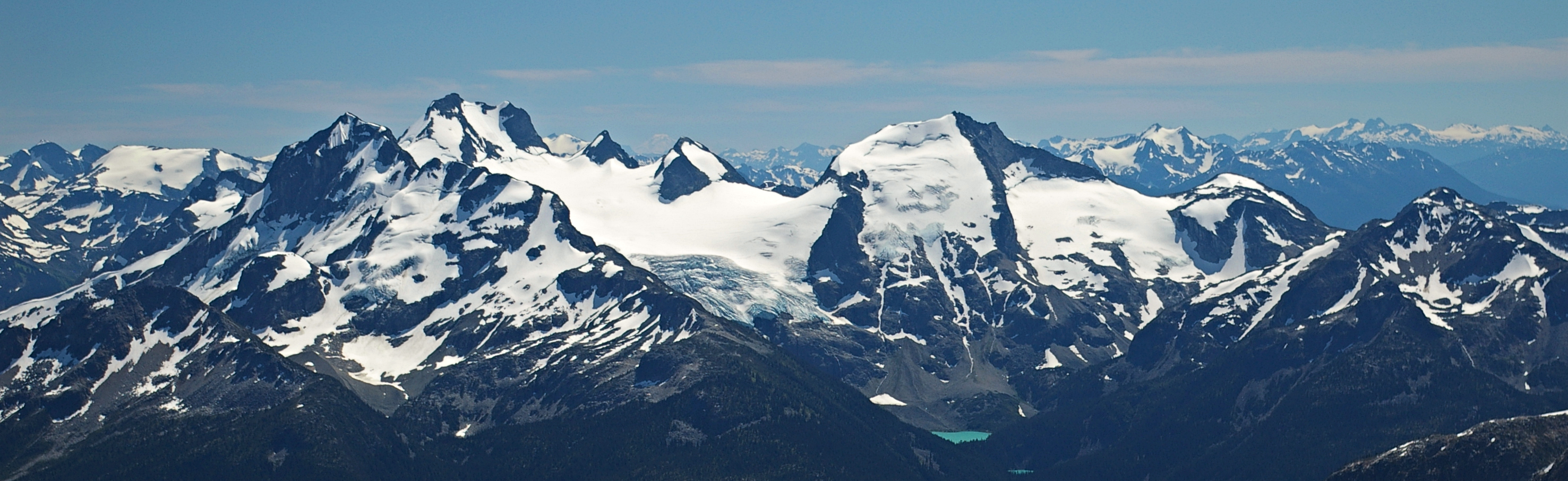
Die Joffre Group: Joffre Peak (links), Mount Matier (höchster), Mt. Hartzell, Mount Spetch, Slalok Mountain, Tszil und Mt. Taylor (ganz rechts)
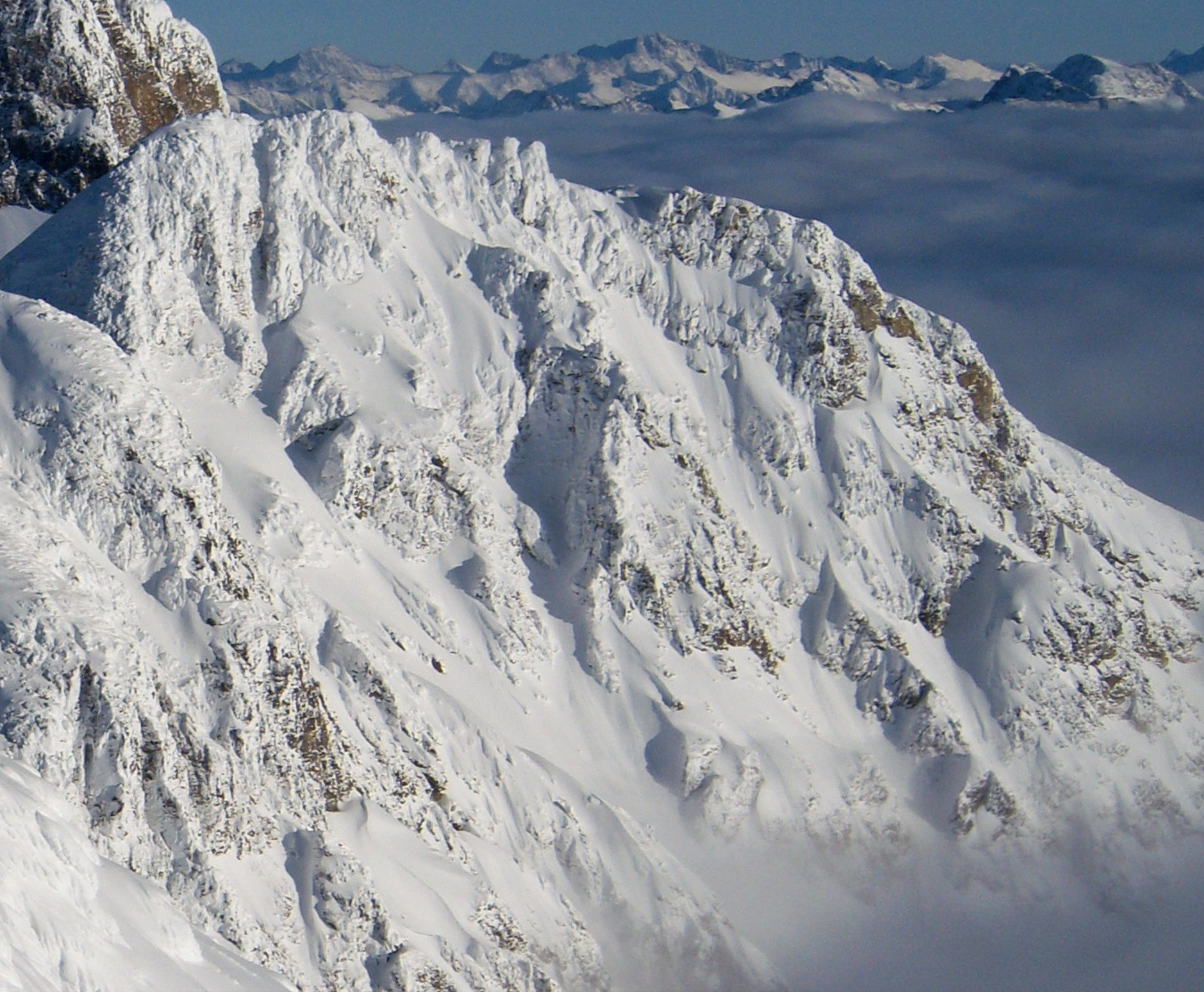
Westflanke des Mount Hartzell vom Slalok Mountain aus